# Folclore giapponese

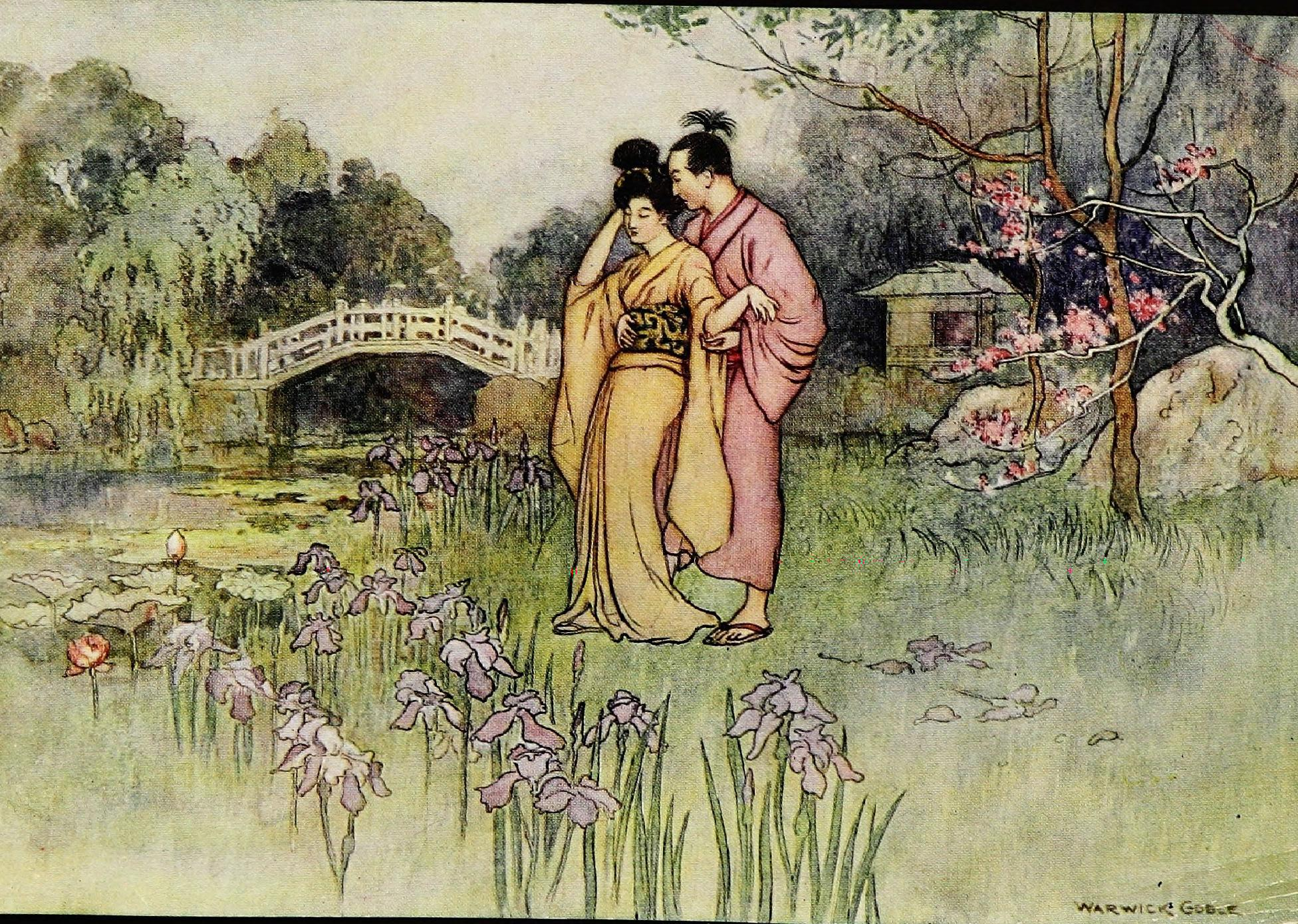
Illustrazione di Warwick Goble, presente nell'antologia del 1910: Green Willow and Other Japanese Fairy Tales ("Il salice verde ed altre fiabe giapponesi"); curata da Grace James.

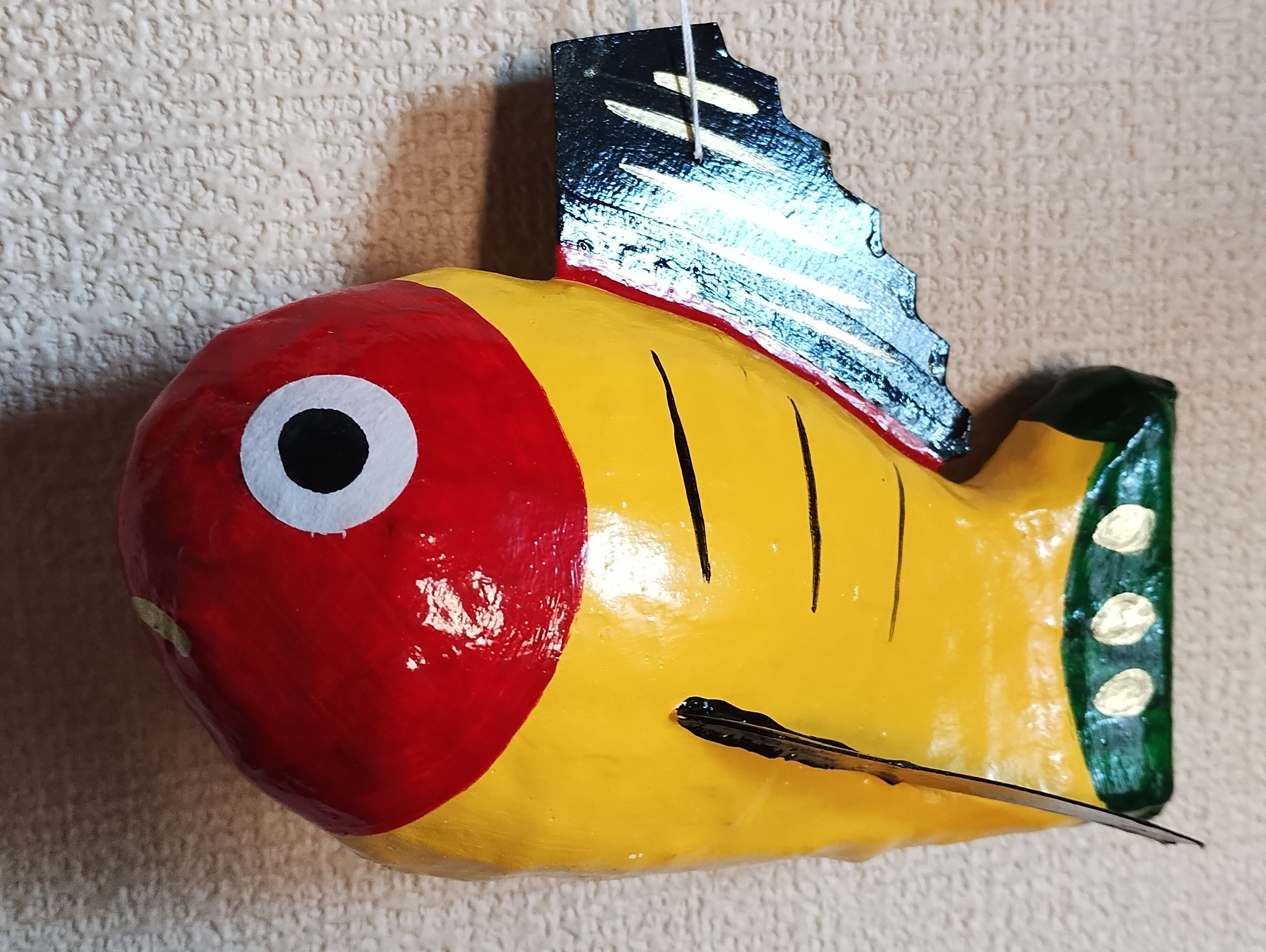
Una rappresentazione plastica del Kibuna.

Il folclore giapponese (民間伝承?, minkan denshō, lett. "comunicazione tra la gente") è una parte fondamentale ed integrante della civiltà giapponese. Ancora oggi è molto radicato, soprattutto nei villaggi rurali ed è, parallelamente alla cultura, assai condizionato dalle sfumature e dagli influssi regionali.
Il folclore del Giappone è caratterizzato dalle sue storie, quasi sempre basate su leggende mitologiche, i cui protagonisti sono eroi, mostri, divinità e soprattutto animali, spesso dai tratti umani, sia psicologici che fisici.

## Religioni popolari

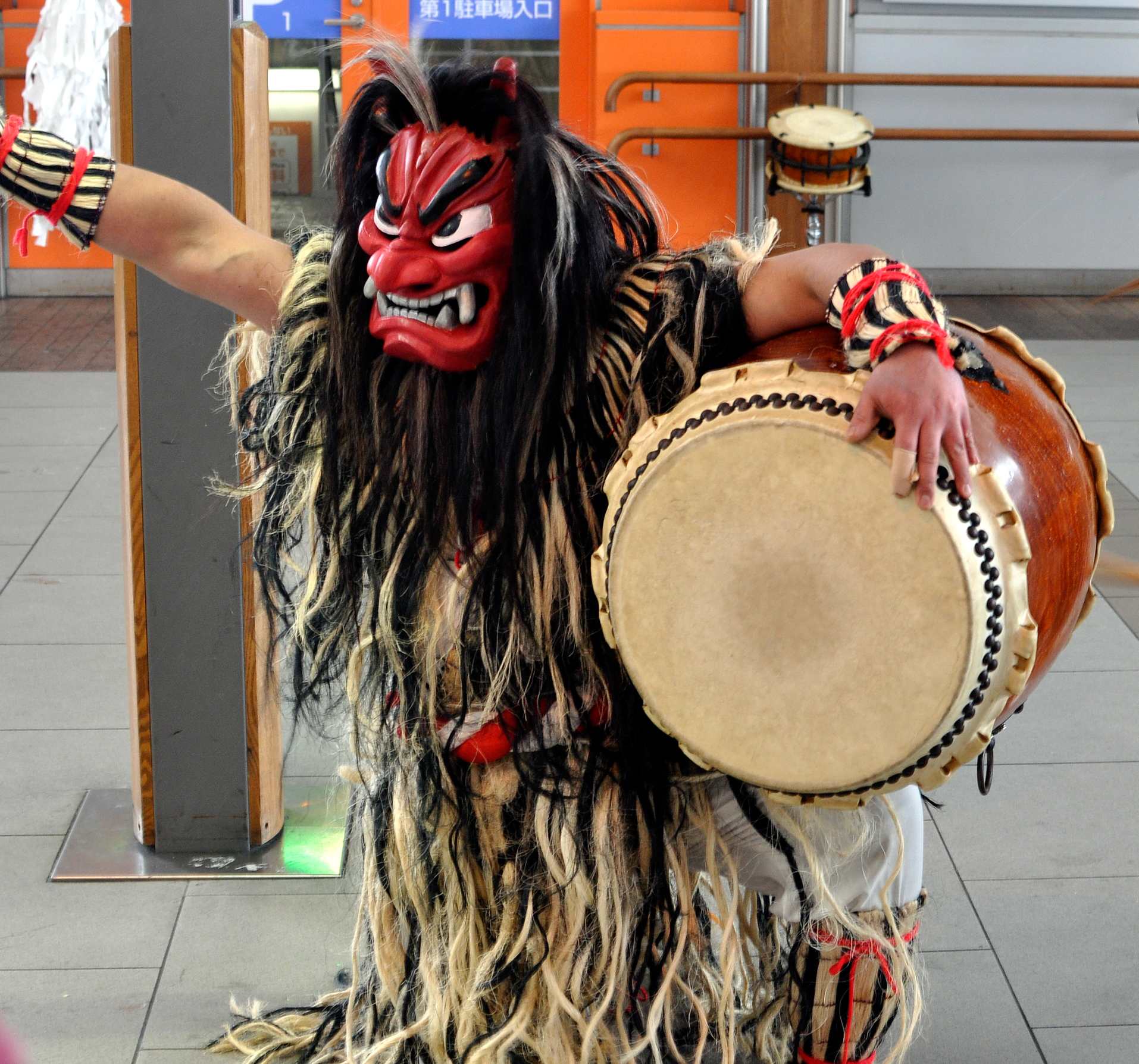
Un costume rituale di Namahage.

In un rito annuale dell'area della Penisola di Olga, nel nordest della regione, uomini vestiti da namahage girano per le case, indossando maschere simili ad un orco e tradizionali mantelli di paglia (蓑?, mino). Questi uomini-orco mascherati da kami cercano di spaventare i bambini riuniti intorno al fuoco.
Un costume analogo è il rituale segreto Akamata-Kuromata (アカマタ・クロマタ?), una combinazione di una festa del raccolto e di un rituale di iniziazione nella società degli adulti, tipico delle isole Yaeyama (Okinawa), i cui abitanti però non si lasciano fotografare dai turisti.
Molte famiglie, anche se ormai il numero diminuisce, mantengono un kamidana (神棚?, kami-dana, mensola dei kami) od un altro scaffale shintoista. La versione shintoista degli dei della cucina è il Kamado kami (かまど神|かまど神?), e la versione sincretista buddhista è il Kōjin, una divinità del camino consacrato nella cucina.
I culti popolari giapponese o kō (講?) sono a volte dedicati a particolari divinità o Buddha, come ad esempio l'arrabbiato Fudō Myōō o il guaritore Yakushi Nyorai. Ma molti culti sono incentrati su luoghi sacri come il Santuario di Ise (Ise-kō od okage-mairi) od il Fuji (富士講?, Fuji-kō), in cui sono stati eretti santuari. I pellegrinaggi a queste mete sono diminuiti dopo il periodo Edo. Ma recentemente, il Pellegrinaggio di Shikoku degli ottantotto templi (anche conosciuto come ohenro-san) ha avuto un nuovo successo.
Vi è una lunga lista di pratiche eseguite per allontanare lo yakuyoke (厄除け? lett. “male”) o per espellerlo (yakubarai, oharai), come ad esempio suonando dei tamburi. In alcune zone è comune mettere un piccolo cumulo di sale all'esterno della casa  (盛り塩?, morijio). La dispersione del sale è generalmente considerata come purificatrice (ciò è impiegato nei tornei di sumo). In un dramma teatrale contemporaneo un padrone di casa dice alla moglie di spargere il sale dopo che un visitatore indesiderato se ne era appena andato. Al contrario, creare delle scintille luminose con delle selci quando se ne va un ospite indesiderato è considerato un segno di fortuna.
Nessuno ormai si impegna nella veglia silenziosa del culto Kōshin, ma si può notare che questo culto sia stato associato all'icona delle Tre scimmie sagge.
Ci sono alcune tracce di geomanzia in Giappone venute dalla Cina attraverso Onmyōdō. La parola kimon (鬼門? lett. cancello dell'orco), colloquialmente si riferisce a qualsiasi cosa che può portare costantemente sfortuna alle persone, ma nel senso originale indicava la direzione del nordest, considerata sfortunata ed invitante per gli spiriti maligni. C'è anche una versione giapponese del Feng shui conosciuto come  kasō (家相? lett. “casa di fisionomia”). Il percorso Yin-yang o Onmyōdō è strettamente connesso, ed anche il suo concetto conosciuto come katatagae (方違え? lett. “cambio di direzione”) o kataimi, che fu largamente praticato dai nobili del periodo Heian. Un noto tabù  (北枕?, kitamakura) sconsiglia di dormire con la testa girata verso nord, anche se non è noto se qualcuno ancora oggi dia seriamente retta a questo divieto.

## Racconti popolari

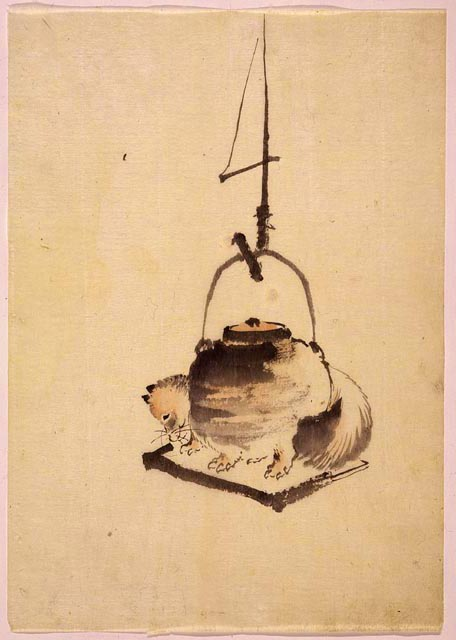
Un tanuki trasformato per metà in un calderone appeso ad un gancio jizai kagi sopra ad un focolare irori (scena tratta dal racconto Bunbuku chagama). (1840, Scuola di Hokusai)

Come nella maggior parte delle nazioni sviluppate, è sempre più difficile trovare narratori viventi di tradizione orale. Ma c'è un patrimonio di racconti popolari raccolti che dura da secoli. nome mukashi-banashi (racconti di molto tempo fa o di altri tempi) è stato applicato al racconto popolare comune, poiché in genere cominciano con la formula «Mukashi...» (simile a «C'era una volta...»). Essi di solito terminano con la frase «dotto harai».
Queste storie erano raccontate nei loro dialetti locali, che possono essere difficili da capire per gli stranieri, sia a causa delle differenze di intonazione e di pronuncia, che alle coniugazione ed al vocabolario. Molti racconti popolari raccolti dai campi sono in realtà delle traduzioni nel giapponese standard (o più come adattamenti, fondendo diverse versioni di un racconto).

### Racconti classici
Storie popolari classiche come Momotarō, che la maggioranza dei giapponesi hanno famigliarizzato grazie a libri illustrati per bambini, manga od altre divulgazioni, possono essere ricondotte ai libri illustrati del periodo Edo, anche se i primi prototipi di racconti potrebbero risalire a molto prima. Le versioni raccontata dall'autore di storie per bambini Sazanami Iwaya (巌谷小波? 1870–1933) ha avuto una grande importanza nello stabilire le forme ed i canoni solitamente conosciute oggi.

### Animali nelle storie popolari
Due creature sono particolarmente conosciute per le loro abilità di trasformarsi in umani od in altri esseri ed oggetti, il kitsune (volpe) ed il tanuki (cane procione). Essi appaiono di solito nei racconti di carattere perlopiù umoristico.
I matrimoni tra umani e non-umani (異類婚姻譚?, irui konin tan, "storie di matrimoni eterotipi") costituisce una categoria importante nel folklore giapponese. Esempi giapponesi eteroripi come la storia della gru descrivono un lungo periodo di vita coniugale tra la coppia interspecie, in contrasto con gli esempi occidentali come Il principe ranocchio o Leda dove l'incontro soprannaturale è breve. Un abbinamento insolito avviene nella storia dello Hamaguri nyōbo (蛤女房? lett. moglie vongola), che esiste sia in una versione scritta più garbata (Otogizōshi) e sia in una versione orale più rustica e volgare. Il genere è invertito nel racconto del Tanishi chōja (田螺長者?) dove una donna si sposa con un minuscolo tanishi (lumaca di fiume).

### Interpretazioni moderne
Un certo numero di racconti popolari è stato adattato per degli spettacoli teatrali dal drammaturgo Junji Kinoshita, di cui in particolare Yūzuru (La gru del crepuscolo, 1949), basato sul racconto popolare del Tsuru no Ongaeshi (鶴の恩返し?, lett. "una gru che ha ripagato la sua gratitudine").

### Creature fantastiche

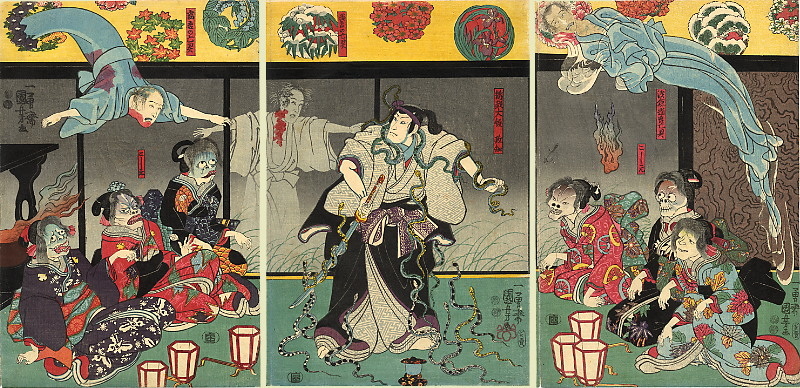
Kuniyoshi Utagawa, Il Fantasma, 1850.

Una grande quantità di interesse gravita attualmente ai mostri giapponesi derivati dalle fonti tradizionali nipponiche. Alcuni yōkai ed altri strani esseri sono la sostanza del folclore, trasmesso oralmente e diffuso tra la popolazione. Ma bisogna riconoscere che molte creature e storie su di esse sono state inventate da scrittori professionisti del periodo Edo e precedenti, e perciò non sono da considerarsi folkloristiche in senso stretto.

## Arte popolare ed artigianato
Alcuni ben noti prodotti manifatturieri come il netsuke, cani procione di terracotta (Shigaraki ware), possono essere classificati come oggetti artigianali giapponesi (伝統工芸品?). I tetti di templi e castelli erano spesso ornati con decorazioni scaramantiche, realizzate spesso nella forma di uno Shachihoko.
Una serie di articoli di uso quotidiano (民具?, mingu), accumulati da Keizo Shibusawa, divenne la collezione dell'Attic Museum, ora in gran parte conservato nel Museo Nazionale di Etnologia a Suita. Il movimento Mingei guidato da Yanagi Sōetsu cercò di apprezzare l'artigianato popolare da un punto di vista estetico.

### Arte rappresentativa
- Ōtsu-e (大津絵?), è un tipo di pittura nata ad Ōtsu e spesso raffigurante figure simili ad orchi. Questi dipinti sono acquistati dai viaggiatori come amuleti protettivi.
- Ema, placche di legno con disegni di cavalli ed altre figure, su cui sono scritti dei desideri e che vengono appesi nei templi.
- Koinobori, bandiere a forma di carpe.

### Giocattoli
- Zuguri (ずぐり独楽?), è un tipo di trottola con motivi concentrici disegnati in una depressione concava (Prefettura di Aomori)
- Akabeko, un toro od una mucca di carta rossa con la testa dondolante.
- Okiagari-koboshi, un pupazzo di cartapesta senza arti che ritorna dritto anche dopo che è stato colpito.
- Gli Miharu-goma (三春駒?) (Prefettura di Fukushima), Yawatauma (Prefettura di Aomori) e Kinoshita-goma (Prefettura di Miyagi) sono le tre principali figure di cavalli di legno intagliato.

### Tessuti
- Kogin-sashi (こぎん刺し?) (Prefettura di Aomori) è un tipo di abito trapuntato.

### Articoli di abbigliamento
Alcuni degli articoli seguenti sono essenziali per la comprensione della cultura giapponese tradizionale. Il tipo di materiale utilizzato è anch'esso parte del folclore. 
- Kimono, tipico indumento giapponese
- I Kasa sono cappelli intrecciati di ciperacee, giunchi comuni, strisce di bambù o di cipresso hinoki.
- Mino (蓑? mantello da pioggia), mantello di paglia di riso, si usava per proteggersi dalla pioggia e dalla neve. Esistono anche degli scarponi da neve in paglia di riso.
- Waraji, sandali di paglia intrecciata.
- Bandori (Prefettura di Yamagata ed altre regioni) è un tipo di cinghia posteriore spesso di tessuti preziosi.[17]